# شاهزاده‌نشین هالیچ
شاهزاده‌نشین هالیچ (اوکراینی: Галицьке князівство)، یکی از شاهزاده‌نشین‌های اسلاوی شرقی و یکی از مراکز مهم روس کیف بود که در سال ۱۱۲۴ تشکیل و مستقل شد و تا ۱۱۹۹ به حیات خود ادامه یافت تا اینکه در این سال با شاهزاده‌نشین ولین متحد شد.